# پوند اسکاتلند
پوند (به اسکاتس و اسکاتس میانی: Pund) یکای پول اسکاتلند قبل از انعقاد پیمان اتحاد در سال ۱۷۰۷ بین پادشاهی اسکاتلند و پادشاهی انگلستان بود. دیوید یکم در قرن دوازدهم آن را بر اساس سیستم پولی کارولینژی معرفی کرد که یک پوند به ۲۰ شیلینگ و هر کدام ۱۲ پنی تقسیم می‌شد. پول اسکاتلند بعداً به دلیل کاهش ارزش سکه‌های آن نسبت به استرلینگ کاهش یافت. در زمان جیمز سوم، یک پوند اسکاتلند پنج شیلینگ استرلینگ ارزش داشت.
سکه‌های نقره بر حسب مرک به ارزش 13s.4d. منتشر شد. اسکاتلندی (دو سوم پوند اسکاتلند). هنگامی که جیمز ششم در سال ۱۶۰۳ به عنوان جیمز اول انگلستان رسید، ضرب سکه به گونه‌ای اصلاح شد که نزدیک به سکه استرلینگ باشد و هر ۱۲ پوند اسکاتلند معادل ۱ پوند استرلینگ شد. از سال ۱۶۳۸ تا ۱۷۰۰ هیچ سکه طلایی صادر نشد، اما سکه‌های نقره جدید از سال ۱۶۶۴ تا ۱۷۰۷ صادر شد.
طبق قوانین اتحاد ۱۷۰۷، پوند اسکاتلند با سکه استرلینگ با نرخ ۱۲:۱ (۱ پوند اسکاتلند = ۲۰ پنی استرلینگ) جایگزین شد، اگرچه پوند اسکاتلند همچنان در قرن ۱۸ در اسکاتلند به عنوان واحد محاسبه در اکثر موارد استفاده می‌شد.
امروزه ارز اسکاتلندی مشخصی وجود ندارد. اما سه بانک بزرگ تسویه حساب اسکاتلند (بانک سلطنتی اسکاتلند، بانک اسکاتلند و بانک کلایدزدیل) اسکناس‌هایی را به استرلینگ منتشر می‌کنند. این اسکناس‌ها ممکن است به عنوان ارز قابل پرداخت در سراسر انگلستان پذیرفته شوند، اما در اسکاتلند بسیار رایج تر دیده می‌شوند. ارزش آن‌ها توسط اسکناس‌های بزرگ غیر در گردش صادر شده توسط بانک انگلستان («غول‌ها» و «تیتان‌ها») پشتیبانی می‌شود.